# Liste des souverains de Jordanie
Le roi du royaume hachémite de Jordanie (en arabe : ملك المملكة الأردنية الهاشمية) est le monarque héréditaire et chef d'État de la Jordanie. Sa résidence officielle est le palais de Raghadan à Amman.
La Jordanie est une monarchie constitutionnelle. Le roi est investi du pouvoir exécutif et partage le pouvoir législatif avec l'Assemblée nationale. Il est le commandant en chef des forces armées jordaniennes et nomme le Premier ministre, les membres de la chambre haute, le Sénat, ainsi que les membres de la Cour constitutionnelle.
Le roi actuel est Abdallah II, depuis le 7 février 1999 après la mort de son père, le roi Hussein.

## Liste des titulaires
| No                                  | Portrait                            | Titulaire                           | Règne                               | Règne                               | Règne                               | Dynastie                            | Notes |
| No                                  | Portrait                            | Titulaire                           | Début                               | Fin                                 | Durée                               | Dynastie                            | Notes |
| Émirat de Transjordanie (1921-1946) | Émirat de Transjordanie (1921-1946) | Émirat de Transjordanie (1921-1946) | Émirat de Transjordanie (1921-1946) | Émirat de Transjordanie (1921-1946) | Émirat de Transjordanie (1921-1946) | Émirat de Transjordanie (1921-1946) | Émirat de Transjordanie (1921-1946)                                                                                               |
| ----------------------------------- | ----------------------------------- | ----------------------------------- | ----------------------------------- | ----------------------------------- | ----------------------------------- | ----------------------------------- | --- |
| 1                                   | Abdallah Ier                        | Abdallah Ier (1882-1951)            | 11 avril 1921                       | 25 mai 1946                         | 25 ans, 1 mois et 14 jours          | Hachémite                           | Fils de Hussein ben Ali, chérif de La Mecque. En 1946, il change de statut pour devenir roi de Jordanie.                          |
| Royaume de Jordanie (depuis 1946)   |                                     |                                     |                                     |                                     |                                     |                                     | |
| 1                                   | Abdallah Ier                        | Abdallah Ier (1882-1951)            | 25 mai 1946                         | 20 juillet 1951 (assassiné)         | 5 ans, 1 mois et 25 jours           | Hachémite                           | Meurt assassiné le 20 juillet 1951.                                                                                               |
| 2                                   | Talal                               | Talal (1909-1972)                   | 20 juillet 1951                     | 11 août 1952 (déposé)               | 1 an et 22 jours                    | Hachémite                           | Fils ainé de Abdallah Ier. Il est déposé par le Parlement le 11 août 1952 en faveur de son fils Hussein. Il meurt le 7 août 1972. |
| 3                                   | Hussein                             | Hussein (1935-1999)                 | 11 août 1951                        | 7 février 1999                      | 47 ans, 5 mois et 27 jours          | Hachémite                           | Fils ainé de Talal. Un conseil de régence assure les affaires royales jusqu'à sa majorité.                                        |
| 4                                   | Abdallah II                         | Abdallah II (né en 1962)            | 7 février 1999                      | en cours                            | 26 ans, 5 mois et 11 jours          | Hachémite                           | Fils ainé de Hussein. |